# Санта Моника-Чела (Римини)
Санта Моника-Чела је насеље у Италији у округу Римини, региону Емилија-Ромања.
Према процени из 2011. у насељу је живело 2060 становника. Насеље се налази на надморској висини од 27 м.